# James Sullivan
James Sullivan (ur. 22 kwietnia 1744 w Berwick, Massachusetts; zm. 10 grudnia 1808 w Bostonie, Massachusetts) – amerykański prawnik i polityk.
W latach 1807–1808 pełnił funkcję gubernatora stanu Massachusetts